# Мара (тварина)
Мара (Dolichotis) — рід гризунів родини Кавієві, поширений в Аргентині, Болівії та Парагваї в місцевостях із грубими травами чи чагарниками. Два види: D. patagonum та D. salinicola. Притулок знаходять в гущавині чи пристосовують нори інших тварин, таких як Logostomus.

## Морфологія
Довжина голови й тіла виду Dolichotis patagonum: 690–750 мм, Dolichotis salinicola — лише 450 мм. Великі Dolichotis patagonum важать 9-16 кг. Максимальна довжина хвоста 45 мм. Верхня частина тіла сірувата, нижня білувата. Хутро густе, Dolichotis salinicola має горизонтальні смуги жовтого чи білого волосся на боках. Мара пристосована для бігання, і її тіло з довгими ногами нагадує кроляче чи зайчаче. Задні ноги довгі, задні ступні мають три пальці й кожен палець має ратицеподібний кіготь. Самки Dolichotis salinicola мають дві пари молочних залоз, самки Dolichotis patagonum — чотири пари.

## Поведінка
Активні вдень. Раціон складається з різноманітної рослинності. Мають різні види пересування. Коли не рухаються, то можуть прямо стояти або сидіти на задніх ногах або лежати подібно до котів: з передніми лапами захованими під груди, що є незвичайним для гризунів. Вивчення колоній Dolichotis patagonum показало що тварини розосереджуються на ніч і збираються вдень для спільного випасу.

## Життєвий цикл
Ймовірно, в дикій природі буває один приплід на рік, зрідка два. Вагітність у Dolichotis salinicola триває приблизно 77 днів, після чого народжуються 200-грамові діти. Вага новонароджених для виду Dolichotis patagonum 481–733 грама. Малюки народжуються добре розвинутими з відкритими очима й можливістю рухатись відносно вільно. У неволі Dolichotis patagonum живуть до 14 років, але більшість не доживає до десяти років.

## Систематика
- Рід Dolichotis (мара)
  - Вид Dolichotis patagonum (мара патагонська)
  - Вид Dolichotis salinicola (мара мала)
  - Вид †D. intermedia
  - Вид †D. platycephala